# Vladimirci (općina)
Općina Vladimirci jedna je od općina u Mačvanskom okrugu u Republici Srbiji. Po popisu stanovništva iz 2002. godine u općini živi 20.373 stanovnika, dok je ukupna površina općine 338 km² (od čega je poljoprivredno 27156 ha, i 2642 ha šuma). Centar općine je gradić Vladimirci. Općina se sastaji od 29 naselja.  

## Naseljena mjesta
U općini Vladimirci postoji ukupno 29 naselja.
- Belotić,
- Beljin,
- Bobovik,
- Vladimirci,
- Vlasenica,
- Vukošić,
- Vučevica,
- Debrc,
- Dragojevac,
- Zvezda,

- Jazovnik,
- Jalovik,
- Kaona,
- Kozarić,
- Krnić,
- Krnule,
- Kujavica,
- Lojanice,
- Matijevac,
- Mesarci,

- Mehovine,
- Mrovska,
- Novo Selo,
- Pejinović,
- Prov,
- Riđake,
- Skupljena,
- Suho Selo,
- Trbušac

## Vanjske poveznice
- Portal općine Vladimirci